# Anton Melbye (maler)
 Der er flere personer med dette navn, se Anton Melbye (forfatter).
Daniel Herman Anton Melbye (født 13. februar 1818 i København, død 10. januar 1875 i Paris) var en dansk maler og fotograf. Anton Melbye var bror til malerne Vilhelm og Fritz Melbye.

## Uddannelse
Anton Melbye var søn af kongelig toldbetjent Jacob Buntzen Melbye (1790-1869) og Anna Marie (Clara) Christine født Løchte, adopteret Carstensen (1791-1876). Han skulle have været sømand, men da hans nærsynethed hindrede det, blev han sat til at lære skibsbygning. Da han imidlertid havde anlæg både for musik og tegning, opgav han konstruktionsskolen og lærte at spille guitar. For at blive sømaler begyndte han 1838 på Kunstakademiet, men denne undervisning fulgte han kun et års tid. 
Han havde mere gavn af den vejledning han fik hos C.W. Eckersberg, selv om den gamle mester brummede ved den lethed, hvormed han ville gå til værks. Dog kunne han allerede 1840 udstille nogle søstykker, som den tyske kunstkender Karl Friedrich von Rumohr blev opmærksomhed på, og hans anbefaling til Christian 8. førte til, at Melbye fik tilladelse til at følge med korvetten Flora på et togt i Østersøen og siden med linjeskibet Christian VIII til Nordsøen. 
I 1843 konkurrerede han og C. Dahl (formentlig Carl Dahl) til den Neuhausenske Præmie om opgaven Skibe krydsende for Modvind. Dahl havde tegningens korrekthed, men savnede kraft og liv i farven; men skønt Eckersberg gjorde opmærksom på, at Melbyes arbejde ikke havde den sikkerhed i enkelthederne, som man måtte fordre af et konkursarbejde, så var det maleriske foredrag og behandlingen af søen dog så vindende, at største delen af forsamlingen gav hans billede fortrinnet, og præmien blev ham tilkendt. 
Ikke desto mindre synes et andet af hans udstillede søstykker, Flaade til Ankers ved Warnemünde, at have været nok så godt. Christian 8. tilbød ham nu at tage med dampskibet Hekla til Marokko, hvor han var med ved Tangers bombardement (1844). Året efter søgte han for anden gang Akademiets rejsestipendium; men da han blev forbigået, befalede kongen ved et reskript at Akademiet skulle give ham løfte på stipendiet for det følgende år. 
Akademiet ville helst have set ham som en mere modnet kunstner, men trykket var dog stærkt nok til, at han i marts 1846 fik et års stipendium, og da han samme år udstillede  billedet Eddystone Fyrtaarn — der senere kom til Den Kongelige Malerisamling — tilkendte Akademiet det den thorvaldsenske udstillingsmedalje næsten enstemmigt. Et billede, Huitfeldt i Kjøge Bugt (tilhørte grev Adam Gottlob Moltke-Huitfeldt), gav måske anledning til, at Christian 8. bestilte et større billede af Slaget i Kjøge Bugt, som først langt senere blev malet i udlandet og i 1858 gik over til Den Kongelige Malerisamling.

## Succes og udlandsophold
Melbye fik nu så mange bestillinger, at han hvert år kunne udstille et ret anseligt antal billeder og derfor ikke kunne påbegynde sin udenlandsrejse før han i sommeren 1847 kom af sted til Paris — efter Akademiets gentagne tilhold. Trods de urolige forhold i 1848 blev han dér og fik andet års stipendium bevilget. Opholdet blev yderligere forlænget. Hans arbejder på de franske udstillinger gjorde hans navn bekendt, og i 1853 fik han fri rejse med en fransk ekspedition til Konstantinopel. Også her gjorde han lykke, boede hos den franske ambassadør og malede for sultanen. 
Da han kom tilbage til Paris, udførte han et stort billede efter Napoleons (? Napoleon 3. af Frankrig) bestilling og forblev endnu nogle år i Paris, stærkt optaget af at udføre modtagne bestillinger, således at han ved nytårstid 1858 vendte hjem til fædrelandet med europæisk navn som marinemaler. Året før havde han i Paris giftet sig med Alice Dupré, som efter hans død giftede sig med en fransk officer. Samme år blev han optaget til medlem af Kunstakademiet. Få år efter fik han titel af professor (1862). 1858 var han blevet Ridder af Dannebrog.

## Vurdering
Melbye levede nu nogle år dels i hjemmet, dels i Hamborg og Paris og udfoldede en rig produktivitet. I de senere år synes en tiltagende sygelighed at have hæmmet hans lyst til at male, mens den førte ham ind på en ret fyldig produktion af marinebilleder udført med kul og kridt, som i fri og sikker behandling og i kunstnerisk virkning står fuldt ved siden af hans malerier. Meningerne var i hele hans levetid delte om, hvor højt han skulle værdsættes som kunstner. 
Mens det store publikum både her og i udlandet følte sig stærkt grebet af de store opgaver, han satte sig og den virkningsfulde sikkerhed,  han navnlig i rytmisk og malerisk henseende løste dem, så var dog kunstner- og kenderkredsen her hjemme, der var vant til den danske skoles ofte lidt nøgterne redegørelse, tilbøjelig til at mene, at hans hurtige og geniale blik tit bragte ham til at overse, om hans fremstillingsevne var udviklet nok til at bevare fuld kunstnerisk overlegenhed og frihed over for de vanskeligheder, som udførelsen af store billeder frembyder.
Det var med en vis ærgrelse, at han ofte hørte en henvisning til Eddystone Fyrtaarn som hans bedste billede. Han mente, ikke uden grund, at det var en dårlig anbefaling, hvis han ikke var nået videre i de mange følgende år. Man var vel også uretfærdig mod ham deri, men man forstod bedre de fortrin, han havde i hint billede, end den rigere farve, den bredere pensel, den stærkere maleriske virkning, som trådte frem i billeder, der gengav naturomgivelser, som til en vis grad var fremmede for danske betragtere. Imidlertid vandt hans ubestridelige begavelse ham også i Danmark en stedse voksende kreds af venner, og det var med stor deltagelse, at man erfarede, at han var død i Paris 10. januar 1875, knap 57 år gammel.
Melbye er begravet i Paris.
| - Anton Melbye portrætteret - Af Emil Bærentzen, 1848 - Af Ditlev Blunck, 1852 - Fra Illustreret Tidende, 1860 - Af Rudolph Striegler, 1860'erne - Anton Melby af ukendt fotograf |

| - Tegninger af Anton Melbye - Værftsscene Københavns havn, 1838 - Tyrkisk kirkegård Skutari, 1853 - Landskab med vandløb eller sø i forgrunden, 1856 - Landskab med en å, 1862 - Åbent landskab med skov i baggrunden Bourgogne, 1863 |

| - Sølandskaber - Ved Øresund, 1852 Den Hirschsprungske Samling - "Marine Solitude", 1852 - Kystnær scene med større sten, 1862 - Sølandskab, ukendt dato Seascape |

| - Sejlskibe - Sejlskibet "Johanna" og andre fartøjer i Sundet ud for Kronborg Slot, 1849 - Talrige sejlskibe på havet, 1858 - "Bavaria" med Frankrig om bagbord, 1860 - Det franske linjeskib "Bretagne", 1860 - Midnat ud for Sheerness (Isle of Sheppey), ukendt dato Midnight off Sheerness |

| - Andre værker af Anton Melbye - Paris med Tour St. Jacques (en) og Notre Dame. Aftenstemning, 1848 - "Udsigt fra mit Vindue i Terafia"(no), juli 1853 - Fransk flodlandskab med en bro, 1866 - Dampskibet 'Øresund' ud for København. Mellem 1850 og 1875 |